# Hermann Schalück
Hermann Friedhelm Schalück OFM (* 8. Mai 1939 in St. Vit als Friedhelm Schalück; † 26. Januar 2024 in Neuenbeken) war ein deutscher Ordenspriester. Er war von 1991 bis 1997 der 117. Generalminister der Franziskaner und von 1998 bis 2008 Präsident des Internationalen Katholischen Missionswerkes missio Aachen.

## Leben
Friedhelm Schalück wurde in einer Bauernfamilie als siebtes von neun Kindern der Eltern Wilhelm und Ida Schalück geboren. Das Abitur erwarb er 1959 im franziskanischen Kolleg St. Ludwig in Vlodrop. Am 15. April 1959 trat er in Rietberg dem Franziskanerorden bei und erhielt den Ordensnamen Hermann. Nach dem Noviziat in Rietberg studierte er ab 1968 Theologie und Philosophie in Münster und Paderborn. 1963 legte er in Warendorf seine Ewigen Gelübde ab, 1965 empfing er durch Erzbischof Lorenz Kardinal Jäger die Priesterweihe. Hermann Schalück wurde 1970 an der Ludwig-Maximilians-Universität München mit einer Arbeit über den Armutsgedanken in der Theologie des heiligen Bonaventura promoviert und lehrte von 1970 bis 1974 Systematische Theologie an zwei Ordenshochschulen: an der Philosophisch-Theologischen Hochschule der Bayerischen Franziskanerprovinz in München und an der Philosophisch-Theologischen Hochschule der Franziskaner und Kapuziner Münster. Von 1973 bis 1983 leitete er als Provinzial die Sächsische Franziskanerprovinz vom heiligen Kreuz von Werl aus. Dazu gehörten regelmäßige Visitationsreisen zu den im Nordosten Brasiliens tätigen Mitgliedern der Provinz. Von 1983 bis 1985 war er als Generalsekretär des Ordens für Ausbildung und Studien zuständig, seine Zuständigkeit wechselte von 1985 bis 1991 auf die Region West- und Mitteleuropa. Von 1991 bis 1997 war er Generalminister des Franziskanerordens. 1994 nahm er an der 9. ordentlichen Generalversammlung der Bischofssynode und an der Bischofssynode für Afrika teil.
1997 wurde er durch den Vatikan zum Präsidenten des Internationalen Katholischen Missionswerkes missio in Aachen ernannt. Er führte dieses Amt von Januar 1998 bis Mai 2008. Gleichzeitig war er von 2000 bis 2006 Vorsitzender des China-Zentrums der katholischen Hilfswerke, Orden und Diözesen in den deutschsprachigen Ländern in Sankt Augustin, das Begegnung und Austausch zwischen den Kulturen und Religionen im Westen und in China fördert, und von 2001 bis 2004 Präsident des Deutschen Katholischen Missionsrats (DKMR). Sein Nachfolger als Präsident von missio wurde Klaus Krämer.
Hermann Schalück lebte zuletzt im Franziskanerkloster Paderborn und in Neuenbeken. Er starb am 26. Januar 2024.

## Ehrungen
Ministerpräsidenten Jürgen Rüttgers verlieh Hermann Schalück am 14. Januar 2010 den Verdienstorden des Landes Nordrhein-Westfalen.

## Schriften
- Armut und Heil. Eine Untersuchung über den Armutsgedanken in der Theologie Bonaventuras. Schöningh, Paderborn 1971, ISBN 3-506-79414-0 (= Dissertation).
- Die Farben der Mutter Erde. Franziskanische Begegnungen in der einen Welt. Butzon & Bercker, 1995, ISBN 3-766-62036-3.
- Stationen der Hoffnung. Don Bosco Verlag, 2002, ISBN 3-769-81351-0, zusammen mit Artist Batu.
- Lied der Befreiung. Butzon & Bercker, 2002, ISBN 3-766-60503-8.
- Was dem Leben dient. Missionarische Spiritualität heute. Butzon & Bercker, 2005, ISBN 3-766-62105-X, zusammen mit Martin Fuchs, Katja Heidemanns.
- Prophetisch glauben. Aufbrüche franziskanischer Spiritualität. (= Franziskanische Akzente 7). Echter Verlag, Würzburg 2015, ISBN 978-3-429-03773-4.
- Den Gottesfaden erkennen. Die Ernte meines Lebens. Echter Verlag, Würzburg 2018, ISBN 978-3-429-04465-7 (Lebensrückblick, 88 Seiten).